# Södra Sotenäs församling
Södra Sotenäs församling är en församling i Norra Bohusläns kontrakt i Göteborgs stift. Församlingen ligger i Sotenäs kommun i Västra Götalands län och ingår i Sotenäs pastorat.

## Administrativ historik
Församlingen bildades 2010 genom sammanslagning av Askums, Kungshamns, Malmöns samt Smögens församlingar och utgjorde från bildandet ett eget pastorat. Den motsvarar den ursprungliga Askums församling.

## Kyrkobyggnader
- Askums kyrka
- Malmöns kyrka
- Kungshamns kyrka
- Smögens kyrka

### Fotnoter
1. ↑  Stift, kontrakt och pastorat i nummerordning med ingående församlingar 2020-01-01, SCB, läs online.[källa från Wikidata]
2. 1 2  Medlemmar i Svenska kyrkan i förhållande till folkmängd den 31.12.2019 per församling, kommun och län samt riket, Svenska kyrkan, läs online.[källa från Wikidata]
3. ↑  ”Församlingar”. Statistiska centralbyrån. https://www.scb.se/hitta-statistik/regional-statistik-och-kartor/regionala-indelningar/forsamlingar/. Läst 30 december 2022.